# オヴィンス・サンプルー
オヴィンス・サンプルー（Ovince St. Preux、1983年4月8日 - ）は、ハイチの男性総合格闘家。アメリカ合衆国フロリダ州イモカリー出身。テネシー州ノックスビル在住。ノックスMMA所属。オビンス・サン・プルー、オヴァンス・サンプレーとも表記される。
名前の頭文字をとってOSPと呼ばれる。UFCにおいて、非常に珍しい決まり手であるヴォンフルーチョークでの勝利数が最多（4回）の選手である。

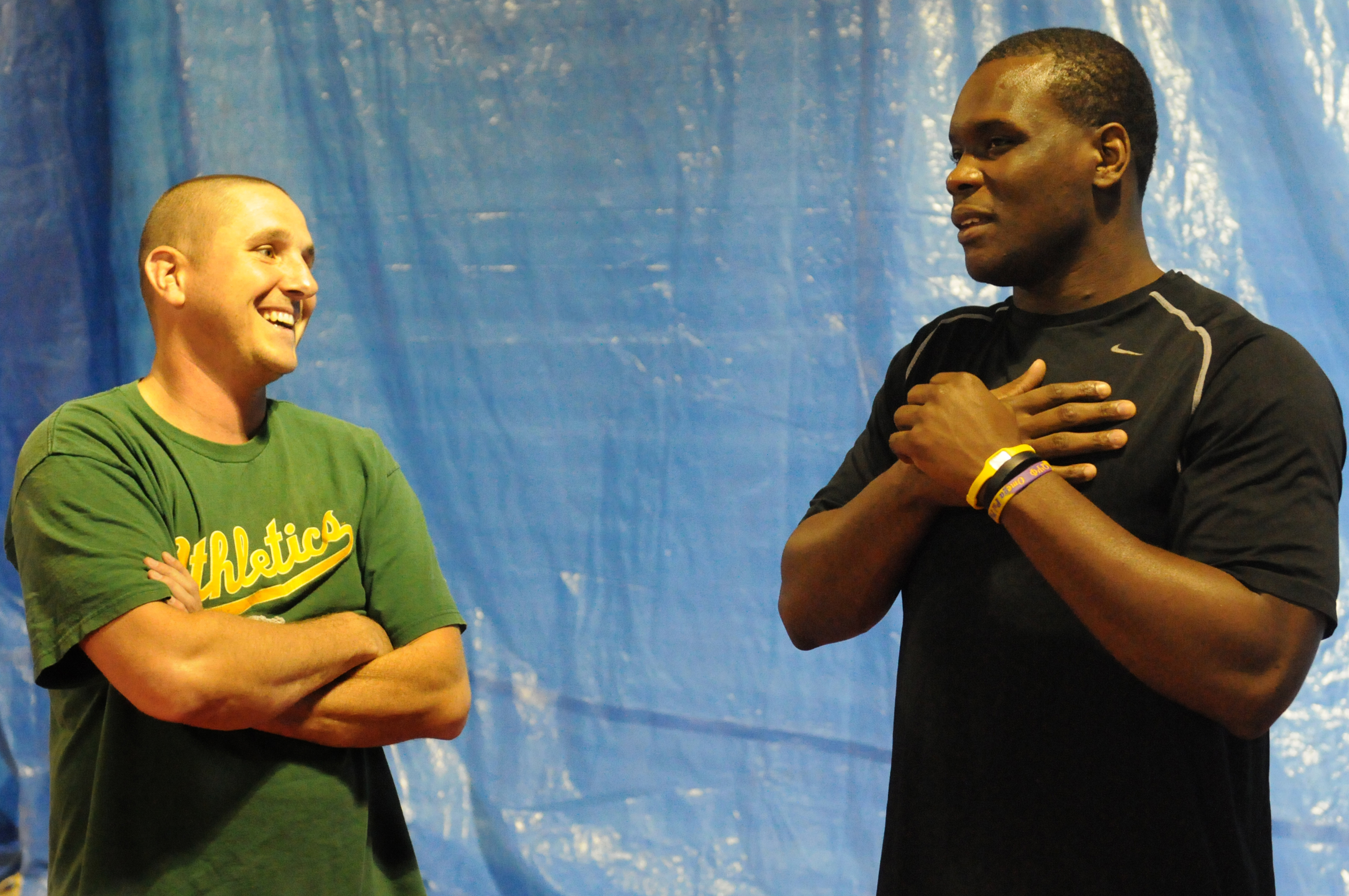
2012年のサンプルー(右)

## 来歴
ハイチ人の両親が移住したアメリカ合衆国フロリダ州で生まれた。高校時代はレスリング、アメリカンフットボール、陸上競技など様々なスポーツで好成績を収め、アメリカンフットボールでは州代表に選出された。テネシー大学ではアメリカンフットボールに専念し、2002年と2004年には代表チームのメンバーであることを示し一定の基準を満たした成績優秀者に与えられるバーシティジャケットを受け取っている。大学卒業後にキックボクシングとグラップリングの練習を始め、2008年にプロ総合格闘技デビュー。
2009年4月25日、XFC 8でオンベイ・モブレーに非常に珍しい決まり手であるカーフスライサーで勝利し、スポーツ・イラストレイテッドのサブミッション・オブ・ザ・イヤーを受賞した。

### Strikeforce
2010年4月17日、Strikeforce初出場となったStrikeforce: Nashvilleでクリス・ホークと対戦し、パウンドでTKO勝ちを収めた。
2011年12月17日、Strikeforce: Melendez vs. Masvidalでゲガール・ムサシと対戦し、0-3の判定負けを喫した。

### UFC
2013年4月27日、UFC初出場となったUFC 159でジャン・ヴィランテと対戦し、2-0の負傷判定勝ちを収めた。
2014年3月15日、UFC 171でニキータ・クリーロフと対戦し、ヴォンフルーチョークで見込み一本勝ち。パフォーマンス・オブ・ザ・ナイトを受賞した。
2014年8月16日、UFC Fight Night: Bader vs. St. Preuxでライトヘビー級ランキング8位のライアン・ベイダーと対戦し、5R判定負け。
2014年11月8日、UFC Fight Night: Shogun vs. St. Preuxでライトヘビー級ランキング9位のマウリシオ・ショーグンと対戦し、パウンドでKO勝ち。パフォーマンス・オブ・ザ・ナイトを受賞した。
2015年4月18日、UFC on FOX 15でライトヘビー級ランキング12位のパトリック・カミンズと対戦し、1RKO勝ち。
2015年8月8日、UFC Fight Night: Teixeira vs. St. Preuxでライトヘビー級ランキング4位のグローバー・テイシェイラと対戦し、リアネイキドチョークで一本負け。ファイト・オブ・ザ・ナイトを受賞した。
2016年2月6日、UFC Fight Night: Hendricks vs. Thompsonでライトヘビー級ランキング13位のハファエル・カバウカンチと対戦し、3-0の判定勝ち。
2016年4月23日、UFC 197のUFC世界ライトヘビー級暫定王座決定戦でライトヘビー級ランキング1位のジョン・ジョーンズと対戦し、0-3の判定負けを喫し王座獲得に失敗した。
2016年10月8日、UFC 204でライトヘビー級ランキング8位のジミ・マヌワと対戦し、左フックでKO負け。
2017年2月4日、UFC Fight Night: Bermudez vs. Korean Zombieでヴォルカン・オーズデミアと対戦し、僅差の判定負け。
2017年9月23日、日本で開催されたUFC Fight Night: Saint Preux vs. Okamiで岡見勇信と対戦し、ヴォンフルーチョークで岡見を失神させ一本勝ち。パフォーマンス・オブ・ザ・ナイトを受賞した。
2017年11月4日、UFC 217でライトヘビー級ランキング7位のコーリー・アンダーソンと対戦し、左ハイキックで失神KO勝ち。パフォーマンス・オブ・ザ・ナイトを受賞した。
2018年2月24日、UFC on FOX 28でライトヘビー級ランキング8位のイリル・ラティフィと対戦し、スタンディングのギロチンチョークで一本負け。
2018年6月23日、UFC Fight Night: Cowboy vs. Edwardsでライトヘビー級ランキング13位のタイソン・ペドロと対戦。1Rに右ストレートでダウンを奪われるもののすぐに立て直し、ストレートアームバーで一本勝ち。パフォーマンス・オブ・ザ・ナイトを受賞した。
2018年10月6日、UFC 229でライトヘビー級ランキング12位のドミニク・レイエスと対戦し、0-3の判定負け。
2019年9月28日、UFC Fight Night: Hermansson vs. Cannonierでミハル・オレクシェイチュクと対戦し、ヴォンフルーチョークで一本勝ち。パフォーマンス・オブ・ザ・ナイトを受賞した。
2020年1月31日、米国アンチドーピング機関（USADA）が、2019年11月1日に実施した競技外抜き打ち薬物検査で、サンプルーからオスタリン、LGD-4033の代謝物であるジヒドロキシLGD-4033、GW1516（GW-501516）の代謝物であるGW1516スルホンとGW1516スルホキシドの陽性反応が検出されるも、サンプルーが使用していたサプリメントが汚染サプリメントと確認され、なおかつ検出された禁止物質がパフォーマンスの向上が認められないほどの極微量であったため、処分期間を短縮しサンプルーに3か月間の出場停止処分を科した。
2020年9月5日、UFC Fight Night: Overeem vs. Sakaiでアロンゾ・メニフィールドと対戦し、カウンターの左フックで2RKO勝ち。パフォーマンス・オブ・ザ・ナイトを受賞した。
2020年12月5日、UFC on ESPN: Hermansson vs. Vettoriでのジャマール・ヒルと対戦し、スタンドパンチ連打で2RTKO負け。なお、この試合はサンプルーが207.5ポンドと1.5ポンドの体重超過をしたため、ファイトマネーの20％をヒルに譲渡する条件で試合が行われた。
2023年9月18日、米国アンチドーピング機関（USADA）が、6月17日と7月11日に行った2回の競技外検査で、サンプルーから禁止物質1-アンドロステンジオンの長期代謝産物である3α-ヒドロキシ-5α-アンドロスト-1-エン-17-ワンの陽性反応が検出されるが、サンプルーが使用していたサプリメントが成分ラベルに記載されていない1-アンドロステンジオンが含まれていた汚染サプリメントであったことおよび、USADAが独自に入手した同じロット番号の同製品も汚染サプリメントだったことが確認され、なおかつ検出された禁止物質がパフォーマンスの向上が認められないほどの極微量であったため、処分期間が短縮され6月17日から6か月間の資格停止処分を下したことを発表した。

## 戦績
| 総合格闘技 戦績 | 総合格闘技 戦績 | 総合格闘技 戦績 | 総合格闘技 戦績 | 総合格闘技 戦績 | 総合格闘技 戦績 | 総合格闘技 戦績 |
| --------------- | --------------- | --------------- | --------------- | --------------- | --------------- | --------------- |
| 45 試合         | (T)KO           | 一本            | 判定            | その他          | 引き分け        | 無効試合        |
| 27 勝           | 12              | 8               | 7               | 0               | 0               | 0               |
| 18 敗           | 5               | 4               | 9               | 0               | 0               | 0               |

| 勝敗 | 対戦相手                       | 試合結果                             | 大会名                                                               | 開催年月日     |
| ×    | ライアン・スパン               | 1R 1:35 ギロチンチョーク             | UFC 307: Pereira vs. Rountree                                        | 2024年10月5日  |
| ○    | ケネディ・エンジーチュクー     | 5分3R終了 判定2-1                    | UFC Fight Night: Tuivasa vs. Tybura                                  | 2024年3月16日  |
| ×    | フィリペ・リンス               | 1R 0:49 KO（左フック）               | UFC Fight Night: Andrade vs. Blanchfield                             | 2023年2月18日  |
| ○    | マウリシオ・ショーグン         | 5分3R終了 判定2-1                    | UFC 274: Oliveira vs. Gaethje                                        | 2022年5月7日   |
| ×    | タナー・ボーザー               | 2R 2:31 TKO（右ストレート→パウンド） | UFC Fight Night: Gane vs. Volkov                                     | 2021年6月26日  |
| ×    | ジャマール・ヒル               | 2R 2:37（スタンドパンチ連打）        | UFC on ESPN 19: Hermansson vs. Vettori                               | 2020年12月5日  |
| ○    | アロンゾ・メニフィールド       | 2R 4:07 KO（左フック）               | UFC Fight Night: Overeem vs. Sakai                                   | 2020年9月5日   |
| ×    | ベン・ロズウェル               | 5分3R終了 判定1-2                    | UFC Fight Night: Smith vs. Teixeira                                  | 2020年5月13日  |
| ○    | ミハル・オレクシェイチュク     | 2R 2:14 ヴォンフルーチョーク         | UFC Fight Night: Hermansson vs. Cannonier                            | 2019年9月28日  |
| ×    | ニキータ・クリーロフ           | 2R 2:30 リアネイキドチョーク         | UFC 236: Holloway vs. Poirier 2                                      | 2019年4月13日  |
| ×    | ドミニク・レイエス             | 5分3R終了 判定0-3                    | UFC 229: Khabib vs. McGregor                                         | 2018年10月6日  |
| ○    | タイソン・ペドロ               | 1R 2:54 ストレートアームバー         | UFC Fight Night: Cowboy vs. Edwards                                  | 2018年6月23日  |
| ×    | イリル・ラティフィ             | 1R 3:48 ギロチンチョーク             | UFC on FOX 28: Emmett vs. Stephens                                   | 2018年2月24日  |
| ○    | コーリー・アンダーソン         | 3R 1:25 KO（左ハイキック）           | UFC 217: Bisping vs. St-Pierre                                       | 2017年11月4日  |
| ○    | 岡見勇信                       | 1R 1:40 ヴォンフルーチョーク         | UFC Fight Night: Saint Preux vs. Okami                               | 2017年9月23日  |
| ○    | マルコス・ホジェリオ・デ・リマ | 2R 2:11 ヴォンフルーチョーク         | UFC Fight Night: Swanson vs. Lobov                                   | 2017年4月22日  |
| ×    | ヴォルカン・オーズデミア       | 5分3R終了 判定1-2                    | UFC Fight Night: Bermudez vs. Korean Zombie                          | 2017年2月4日   |
| ×    | ジミ・マヌワ                   | 2R 2:38 KO（左フック→パウンド）      | UFC 204: Bisping vs. Henderson 2                                     | 2016年10月8日  |
| ×    | ジョン・ジョーンズ             | 5分5R終了 判定0-3                    | UFC 197: Jones vs. St. Preux 【UFC世界ライトヘビー級暫定王座決定戦】 | 2016年4月23日  |
| ○    | ハファエル・カバウカンチ       | 5分3R終了 判定3-0                    | UFC Fight Night: Hendricks vs. Thompson                              | 2016年2月6日   |
| ×    | グローバー・テイシェイラ       | 3R 3:10 リアネイキドチョーク         | UFC Fight Night: Teixeira vs. St. Preux                              | 2015年8月8日   |
| ○    | パトリック・カミンズ           | 1R 4:54 KO（左アッパー→パウンド）    | UFC on FOX 15: Machida vs. Rockhold                                  | 2015年4月18日  |
| ○    | マウリシオ・ショーグン         | 1R 0:34 KO（左フック→パウンド）      | UFC Fight Night: Shogun vs. St. Preux                                | 2014年11月8日  |
| ×    | ライアン・ベイダー             | 5分5R終了 判定0-3                    | UFC Fight Night: Bader vs. St. Preux                                 | 2014年8月16日  |
| ○    | ライアン・ジモー               | 2R 2:10 キムラロック                 | UFC 174: Johnson vs. Bagautinov                                      | 2014年6月14日  |
| ○    | ニキータ・クリーロフ           | 1R 1:29 ヴォンフルーチョーク         | UFC 171: Hendricks vs. Lawler                                        | 2014年3月15日  |
| ○    | コーディ・ドノヴァン           | 1R 2:07 KO（パウンド）               | UFC Fight Night: Shogun vs. Sonnen                                   | 2013年8月17日  |
| ○    | ジャン・ヴィランテ             | 3R 0:33 負傷判定2-0                  | UFC 159: Jones vs. Sonnen                                            | 2013年4月27日  |
| ○    | TJ・クック                     | 3R 0:27 KO（左ストレート）           | Strikeforce: Rousey vs. Kaufman                                      | 2012年8月18日  |
| ×    | ゲガール・ムサシ               | 5分3R終了 判定0-3                    | Strikeforce: Melendez vs. Masvidal                                   | 2011年12月17日 |
| ○    | ジョー・ケーソン               | 1R 1:12 ギブアップ（パウンド）       | Strikeforce Challengers 17                                           | 2011年7月22日  |
| ○    | アボンゴ・ハンフリー           | 5分3R終了 判定3-0                    | Strikeforce Challengers 13                                           | 2011年1月7日   |
| ○    | ベンジー・ラダック             | 5分3R終了 判定3-0                    | Strikeforce: Henderson vs. Babalu                                    | 2010年12月4日  |
| ○    | アントウェイン・ブリット       | 5分3R終了 判定3-0                    | Strikeforce Challengers 12                                           | 2010年11月19日 |
| ○    | ジェイソン・デイ               | 1R 0:08 KO（パンチ）                 | EFC 5: Summer Rumble                                                 | 2010年7月24日  |
| ○    | クラウジオ・クーニャ・ゴドイ   | 1R終了時 TKO（腕の負傷）             | Washington Combat: Battle of the Legends                             | 2010年5月15日  |
| ○    | クリス・ホーク                 | 1R 0:44 TKO（パウンド）              | Strikeforce: Nashville                                               | 2010年4月17日  |
| ○    | ブレット・チズム               | 1R 1:15 TKO（パンチ連打）            | GTO Cage Fights                                                      | 2010年2月20日  |
| ×    | ヴァージル・ズウィッカー       | 2R 0:46 TKO（パンチ連打）            | Top Combat Championship 1                                            | 2009年9月26日  |
| ×    | ニック・フェケテ               | 5分2R終了 判定0-3                    | Vendetta FC: A Night of Vengeance                                    | 2009年9月5日   |
| ○    | ジョナサン・スミス             | 1R 0:46 リアネイキドチョーク         | Vendetta FC: A Night of Vengeance                                    | 2009年9月5日   |
| ○    | オンベイ・モブレー             | 1R 2:36 カーフスライサー             | XFC 8: Regional Conflict                                             | 2009年4月25日  |
| ○    | ロバート・ターナー             | 1R 2:36 KO（ハイキック）             | XFC 7: School of Hard Knox                                           | 2009年2月20日  |
| ×    | レイ・リザマ                   | 3分3R終了 判定0-3                    | Shark Fights 2                                                       | 2008年12月13日 |
| ×    | ロドニー・ウォーラス           | 5分3R終了 判定0-3                    | Vengeance Fighting Championship 1                                    | 2008年9月27日  |

## 表彰
- UFC ファイト・オブ・ザ・ナイト（1回）
- UFC パフォーマンス・オブ・ザ・ナイト（7回）